# Березовський Борис Вадимович
Борис Вадимович Березовський (*4 січня 1969, Москва, СРСР) — російський піаніст
.

## Біографія
Народився 4 січня 1969 року у місті Москві в музичній сім'ї. Навчався у московській Центральній музичній школі в Ірини Радзевич та Абрама Альтермана. 1986 року вступив до Московської консерваторії в класі Елісо Вірсаладзе. Пізніше починає брати приватні уроки у Олександра Саца. 1990 року виключений з консерваторії за участь у конкурсі Чайковського (де Березовський здобув найвищу нагороду) під час випускних екзаменів.
1991 року виїхав за кордон. Довгий час мешкав у Лондоні та у Брюсселі. Вільно розмовляє англійською та французькою мовами. З моменту вторгнення Росії в Україну припинив концертну діяльність у країнах Європи та США через санкції. Під час виступу на російському телебаченні пропонував взяти Київ у блокаду та перекрити постачання електроенергії, щоб викликати там гуманітарну катастрофу.
Одружений з кореянкою родом з Узбекистану. Має двох дітей: дочку-піаністку (*1991) та сина (*2003).

## Творча діяльність
Бориса Березовського називають «новим Ріхтером». Його звук з прозорим піаніссімо і надзвичайно багатим спектром динамічних відтінків визнають найбільш довершеним серед сучасних піаністів.
Уже більше десяти років Борис Вадимович виступає з найкращими оркестрами світу, зокрема, з оркестром BBC, Новим японським оркестром філармонії, Лондонським, Нью-Йоркським, Філадельфійським та Бірмінгемським симфонічними оркестрами. Дає сольні концерти в найпрестижніших залах світу. Постійно виступає на фестивалях камерної музики, в тому числі з Вадимом Рєпіним, Олександром Князєвим та іншими визначними музикантами.
Борис Березовський — фанат музики Метнера. Він — ініціатор, засновник та художній керівник Міжнародного фестивалю його імені («Метнер-фестиваль»), який з 2006 року проходить у Москві, Єкатеринбурзі та Владимирі.

## Відзнаки
- 1987 — лауреат Міжнародного конкурсу піаністів у Лідсі, четверта премія
- 1990 — переможець Міжнародного конкурсу імені Чайковського

А також численні премії музичних видань Європи за зроблені записи.

## Дискографія

### Аудіо-CD
- Medtner: Contes & Poèmes / Yana Ivanilova (soprano), Vassily Savenko (bass-bariton) (Mirare 2008)
- Medtner: Two pieces for two pianos, op. 58 / Hamish Milne (piano) — у виданні: Nikolai Medtner. Complete Piano Sonatas; Piano Works — CD 7. (Brilliant Classics 2008)
- Chopin, Liszt, Rachmaninov, Moussorgski, Liadov, Medtner, Balakirev: Pieces pour Piano (4 CD-box, Warner 2008)
- Rachmaninov: Suite No. 1 for two pianos, Op. 5 & Suite No. 2 for two pianos, Op. 17 / Brigitte Engerer (piano) (Mirare 2008)
- Mendelssohn: Piano Trios No. 1 & 2, Violin Sonata [1838] / Alexander Kniazev (cello), Dmitri Makhtin (violin) (Warner 2007)
- Hindemith: Ludus Tonalis & Suite 1922, Op. 26 (Warner 2006)
- Slavonic Album (Dvorak, Janacek, Brahms) / Akiko Suwanai (violin) (Philips 2006)
- Tchaikovsky: Piano Concerto No. 1 in B flat minor Op.23; Khachaturian: Piano Concerto in D flat major / Dmitri Liss & Philarmonic Ural Orchestra (Teldec 2006)
- Rachmaninov: Concertos pour piano 1 & 4 / Dmitri Liss & Philarmonic Ural Orchestra (Mirare 2006)
- Rachmaninov: Concertos pour piano 2 & 3 / Dmitri Liss & Philarmonic Ural Orchestra (Mirare 2006)
- Chopin/Godowsky: Etudes (Warner 2005)
- Rachmaninov: Preludes (Mirare 2005)
- Rachmaninov: Trio élégiaque No. 2 in D minor, op. 9; Shostakovich: Trio No. 2 in E minor, op. 67 / Alexander Kniazev (cello), Dmitri Makhtin (violine) (Warner 2005)
- Beethoven: Complete Orchestral Works, Vol. 7: Piano Concerto No. 4 in G-Major, op. 5 & Piano Concerto in D Major, op. 61a / Thomas Dausgaard & Swedish Chamber Orchestra (Simax 2005)
- Liszt: Etudes d'exécution transcendante (Teldec 2003, Warner 2009)
- Brahms: Ein deutsches Requiem, Op. 45 (версія для двох фортепіано та хору) / Sandrine Piau, Stephane Degout, Brigitte Engerer (piano), Laurence Equilbey (Naive 2004)
- Beethoven: Complete Orchestral Works, Vol. 5: Piano Concerto No. 3 in C minor, op. 37 & Triple Concerto for piano, violin, and cello in C major, op. 56 / Mats Rondin (cello), Urban Svensson (violin), Thomas Dausgaard & Swedish Chamber Orchestra (Simax 2002)
- Tchaikovsky: Concerto pour piano & Concerto pour violin / Akiko Suwanai (violin) (2003)
- Khachaturian: Sonata & Dances / Hideko Udagawa (violin) (2003)
- Schumann: Davidsbündlertänze, op. 6 & Klaviersonate 2, op. 22 & Toccata, op. 7 (Teldec 2002)
- Chopin: Etudes, op. 10, op. 25, op. posth. (Teldec 2001)
- Beethoven: Complete Orchestral Works, Vol. 3: Piano Concerto No. 1 & No. 2 & Rondo B-Dur / Thomas Dausgaard & Swedish Chamber Orchestra (Simax 2001)
- Strauss, Bartok, Stravinsky / Vadim Repin (violin) (Erato 2001)
- Medtner: Piano Music / Hamish Milne (piano) (Teldec 2001)
- Rachmaninov: Piano Concerto no. 3 & Tchaikovsky: Piano Concerto no. 1 / Dmitri Kitaenko & Moscow Philarmomic Orchestra (Teldec 2000)
- Schubert: Symphonies 3 & 8, Schubert/Liszt: «Wanderer»-Fantasie / Kurt Masur & New Yourk Philarmonic Orchestra (Teldec 1998, Warner 2007)
- Liszt: Piano Concerto No. 1 in E flat major R.455 & No. 2 in A major R.456 & Totentanz (Danse macabre), R. 457 (Teldec 1998)
- Schumann: Davidsbündlertänze, op. 6 & Klaviersonate 2, op. 22 & Toccata, op. 7 (Teldec 1998)
- Rachmaninov: Variation on a Theme of Chopin & Piano Sonate No. 1 (Teldec 1998)
- Ravel, Medtner: Violin Sonatas / Vadim Repin (violin) (Erato 1997)
- Chopin: Etudes, op. 10, op. 25, op. posth. (Teldec 1997)
- Mussorgsky, Rachmaninov, Balakirev, Medtner, Liadov (Teldec 1996)
- Tchaikovsky: Piano Concerto No.1 & Violin Concerto / Akiko Suwanai (violin) (Teldec 1996)
- Prokofiev: Violin Sonatas 1&2, 5 Melodies / Vadim Repin (violin) (Erato 1995)
- Ravel: Gaspard de la nuit & Sonatine & Valses nobles et sentimentales & La Valse (Teldec 1995)
- Rachmaninov: Piano Concerto No. 3 / Eliahu Inbal & Philharmonia Orchestra (Teldec 1992, Erato 2009)
- Schumann, Khudoley, Balakirev, Tchaikovsky — IX International Tchaikovsky Competition Piano (Мелодия 1991)

### DVD
- Boris Berezovsky — «Les Pianos de la Nuit». Liszt / Лист: 12 этюдов трансцендентного исполнения, S. 139. Режиссёр: Andy Sommer. Съемка 04.08.2002 г. на фестивале в Ла-Рок-д'Антерон (Naïve 2003)
- Boris Berezovsky / Dmitri Makhtin / Alexander Kniazev — «Les Pianos De La Nuit». Tschaikovsky / Чайковский: «Времена года» (№ 6 «Июнь — Баркарола»); Ноктюрн ре минор по пьесе для фортепиано op. 19 № 4; Трио ля минор «Памяти великого артиста», op. 50; Меланхолическая серенада си-бемоль минор, op. 26. Режиссёр: Andy Sommer. Съемка 10.08.2004 г. на фестивале в Ла-Рок-д'Антерон (Naïve 2006)
- Boris Berezovsky — «Change of Plans»: Interview & Performance. Beethoven 33 Variationen C-Dur on Theme Antonio Diabelli, Op. 120; Medtner Tales, Op. 14, 20, 26, 34, 35, 48, 51; Llywelyn Improvisation on «Change of Plans»; Godovsky Altes Wien; Lyadov Preludes d-moll, Op. 40, No. 3 and G-Dur, Op. 46, No. 3, Bagatel As-Dur, Op. 53, No. 3. In: «Legato — The World Of Piano», Vol. 1. Director: Jan Schmidt-Garre. Filming: 14.07.2006 (Naxos 2007)
- Boris Berezovsky — Pianist und Virtuose. Режисери: Holger-Heinrich Preuße, Claus Wischmann (ARTE, ZDF, Sounding Images & Fernsehbüro 2007)